# Cesare Trabucco
Giambattista Giulio Cesare Trabucco di Castagnetto (Torino, 1º giugno 1802 – Moncalieri, 25 ottobre 1888) è stato un magistrato e politico italiano.

## Biografia
Laureatosi in legge nel 1819, iniziò la sua carriera nella magistratura nell'ufficio del governatore generale della Camera dei conti, fino a diventare sostituto procuratore generale nel 1828; nel 1835 divenne allora segretario privato di Carlo Alberto di Savoia fino all'abdicazione.
Nominato senatore nel 1848, ebbe difficoltà a partecipare all'assemblea a causa degli impegni dovuti alla sua attività presso il sovrano.